# Polinober
Polinober è stata una casa di moda con sede a Bologna.

## Storia
Apre i battenti sul finire degli anni quaranta dapprima come semplice sartoria per poi acquistare sempre più un ruolo nella affermazione della nascente Alta Moda italiana.
Partecipa nel 1952, insieme alla sartoria Maria Antonelli, Vincenzo Ferdinandi, Roberto Capucci, l'atelier Carosa, Giovannelli-Sciarra, Germana Marucelli, la sartoria Vanna, Emilio Pucci, Mirsa, Clarette Gallotti e Jole Veneziani, alla prima storica sfilata organizzata dal nobile fiorentino Giovanni Battista Giorgini presso la Sala Bianca di Palazzo Pitti a Firenze che segna la nascita del Made in Italy della moda. Una giovanissima Oriana Fallaci inviata dal settimanale Epoca ne raccontò la cronaca.
Con l'affermarsi del Prêt-à-porter, a metà degli anni sessanta, la Polinober cesserà la sua attività.